# پاتریک وایتسل
پاتریک وایتسل (انگلیسی: Patrick Whitesell; ۴ فوریهٔ ۱۹۶۵ – ) عامل استعدادیابی، کارآفرین و اهالی کسب‌وکار اهل ایالات متحده آمریکا است، که در سال ۱۹۹۵ آژانس اندیور تلنت را تأسیس کرد.